# 曹慧英
曹慧英（1954年—），女，河北滦南人，中国排球运动员，国家女排首任队长。曾获得1981年世界杯和1982年世锦赛冠军。